# Abbassabad (Nakhtxivan)
Abbassabad és una ciutat de la República de Nakhtxivan, sota sobirania de la República de l'Azerbaidjan.
Fou fundada per Abbas Mirza a la riba esquerra de l'Araxes, propera a la ciutat de Nakhtxivan en el lloc d'un llogaret de nom Yazdabad. Era important per defensa del kanat de Nakhitxevan, i fou construïda per enginyers europeus. La fortalesa fou damnada per construccions inadequades i per terratrèmols.
A la guerra entre Rússia i Pèrsia, estava sota comandament d'Ehshan Khan Kangarlu, cap d'una família local; atacada pels russos va rebre el suport de Mohammad Amin Khan Develu Qajar (cunyat del xa Abbas Mirza) i del cap dels bakhtiaris Abbas Khan; el 14 de juliol de 1827 fou assaltada pels russos que van patir serioses pèrdues però poc després Ehshan Khan va trair a Pèrsia i va obrir les portes de la fortalesa al general Paskevich, (22 de juliol de 1827); la seva caiguda va suposar la de tot Nakhitxevan. Ehshad Khan en va rebre el comandament de mans del russos. Fou cedida a Rússia per la pau de Turkmantxai el 1828.
A l'altre costat del riu s'ha desenvolupat modernament un sector de la ciutat que avui dia pertany a l'Iran.